# Hooger Op FC Leuven
Hooger Op FC Leuven was een Belgische voetbalclub uit Leuven. De club was aangesloten bij de KBVB met stamnummer 347. De club speelde in haar geschiedenis een paar jaar in de nationale reeksen, maar verdween in 1949.

## Geschiedenis
De club ontstond eind 1923 en sloot zich op 23 januari 1924 aan bij de Belgische Voetbalbond. In Leuven waren eerder ook als voetbalclubs Stade Louvaniste, Victoria FC Louvain en Sporting Club Louvain aangesloten bij de Voetbalbond. Hooger Op ging spelen in de regionale reeksen en klom er geleidelijk op.
In 1933 bereikte de club voor het eerst de nationale bevorderingsreeksen, in die tijd het derde niveau. Men trof er stadsgenoot Victoria aan. Hooger Op werd echter voorlaatste en zakte na amper een jaar weer naar de provinciale reeksen. Drie jaar later, in 1937, promoveerde men nogmaals naar Bevordering, waar men ditmaal stadsgenoot Sporting Club aantrof. Hooger Op had het er opnieuw moeilijk, werd op twee na laatste en degradeerde zo opnieuw na één seizoen. De club zou nooit meer terugkeren op het nationale niveau.
Kort na de Tweede Wereldoorlog kwam het tot een fusie tussen de voetbalclub en de Leuvense atletiekclub Olympic, die financiële problemen kende. Die atletiekclub ging voortaan verder als Hooger Op Leuven Athletiekclub. Ondertussen waren in Leuven voetbalclubs Sporting Club en Victoria samengegaan tot Daring Club Leuven, bij de Voetbalbond aangesloten met stamnummer 223. Ook Hooger Op sloot zich hier in 1949 bij aan en stamnummer 347 verdween op 16 februari 1949. Ook de atletiekclub wijzigde mee van naam, en werd later bekend als Daring Club Leuven Atletiek.

## Resultaten
| Seizoen | Klasse | Klasse | Klasse | Klasse | Klasse | Reeks              | Punten | Opmerkingen |
|         | I      | II     | III    | P.II   | P.III  |                    |        |             |
| ------- | ------ | ------ | ------ | ------ | ------ | ------------------ | ------ | ----------- |
| 1926/27 |        |        |        |        | 4      | Derde Prov. Brab.  | 23     |             |
| 1927/28 |        |        |        |        | 8      | Derde Prov. Brab.  | 13     |             |
| 1928/29 |        |        |        |        | 1      | Derde Prov. Brab.  | 28     |             |
| 1929/30 |        |        |        | 7      |        | Tweede Prov. Brab. | 17     |             |
| 1930/31 |        |        |        | 5      |        | Tweede Prov. Brab. | 25     |             |
| 1931/32 |        |        |        | 10     |        | Tweede Prov. Brab. | 22     |             |
| 1932/33 |        |        |        | ?      |        | Tweede Prov. Brab. | ?      |             |
| 1933/34 |        |        | 13     |        |        | Bevordering B      | 17     |             |
| 1934/35 |        |        |        | 12     |        | Tweede Prov. Brab. | 18     |             |
| 1935/36 |        |        |        | 11     |        | Tweede Prov. Brab. | 22     |             |
| 1936/37 |        |        |        | 1      |        | Tweede Prov. Brab. | 37     |             |
| 1937/38 |        |        | 12     |        |        | Bevordering A      | 15     |             |
| 1938/39 |        |        |        | 10     |        | Tweede Prov. Brab. | 20     |             |
| 1939/40 |        |        |        | 2      |        | Tweede Prov. Brab. | 18     |             |
| 1940/41 |        |        |        | 10     |        | Tweede Prov. Brab. | 1      |             |
| 1941/42 |        |        |        | 9      |        | Tweede Prov. Brab. | 23     |             |
| 1942/43 |        |        |        | 8      |        | Tweede Prov. Brab. | 26     |             |
| 1943/44 |        |        |        | 8      |        | Tweede Prov. Brab. | 31     |             |
| 1944/45 |        |        |        | 3      |        | Tweede Prov. Brab. | 12     |             |
| 1945/46 |        |        |        | 14     |        | Tweede Prov. Brab. | 30     |             |
| 1946/47 |        |        |        | 13     |        | Tweede Prov. Brab. | 31     |             |